# AV Wieringermeer
Atletiekvereniging Wieringermeer (voluit: Atletiekvereniging Wieringermeer en omstreken) is een atletiekvereniging uit Wieringerwerf.

## Geschiedenis
Midden jaren zeventig begon in de Wieringermeer atletiek als onderdeel van sportvereniging Advendo. Op 9 mei 1977 werd de atletiekafdeling zelfstandig en werd de atletiekvereniging Wieringermeer en omstreken opgericht.
De eerste jaren was het met de accommodatie behelpen. Hierin kwam in 1981 verandering in: naast de RSG Wiringherlant werd een officiële 400 meter-grasbaan aangelegd. In de loop der jaren ontwikkelde zich een jeugd-, baanatleten-, recreanten- en langeafstandgroep. In 1993 kopte de Schager Courant 'De kleine vereniging met de grote mond' toen atletiekvereniging Wieringermeer het NK Cross naar de kop van Noord-Holland wist te halen. In 2004 werden door de leden het schelpenpad en de lichtmasten aangelegd, waardoor ook in de wintermaanden de baan gebruikt kon worden voor trainingen. In 2011 werd de grasmat vervangen en werd de ruim tien meter hoge nieuwe discuskooi in gebruik genomen.
Atletiekvereniging Wieringermeer heeft ongeveer 130 leden, waarvan meer dan de helft jeugdleden.

## Clubkleding
De clubkleding is blauw met geel. Het tenue bestaat uit een blauwe broek met een geel-blauw shirt (geel-blauw logo op de voorzijde, blauwe bies op de zijnaad, rond de armsgaten en de hals). Bij officiële (Atletiekunie) kampioenschappen en baanwedstrijden is het dragen van het clubtenue meestal verplicht.

## Wedstrijd- en trimlopen
Atletiekvereniging Wieringermeer organiseert een aantal wedstrijd- en trimlopen. Zo organiseert het regelmatig voor de atletiekjeugd een wedstrijd van de jeugdcrosscompetitie van de atletiekunie. Andere loopevenementen zijn:
- Robbenoordbosloop
- Dijkgatboscross (onderdeel van het Roele de Vries-crosscircuit)
- Stratenloop Acht van Middenmeer
- Achtervolgingloop
- Agriport A7 halve marathon van Wieringerwerf
- Univé Jeugdindoor
- Werpdriekamp (drie keer per jaar)